# Christine Boudrias
Christine Boudrias (Montréal, 3 settembre 1972) è un'ex pattinatrice di short track canadese.

## Palmarès
Olimpiadi
- Argento a Lillehammer 1994 (staffetta)
- Bronzo a Nagano 1998 (staffetta)